# Orjaška čaplja
Orjaška čaplja (znanstveno ime Ardea goliath) je zelo velika močvirska ptica iz družine čapelj (Ardeidae). Najdemo jo v podsaharski Afriki, v manjšem številu pa tudi v jugozahodni in južni Aziji.

## Opis
To je največja živa čaplja na svetu (izumrla čaplja Bennu je bila večja). Višina orjaške čaplje je 120–152 cm, razpon kril je 185–230 cm in teža je 4–5 kg. Med standardnimi meritvami meri nartnica od 21,2 do 25,5 cm, tetiva krila je v povprečju dolga okoli 60,7 cm. Kljun meri od 18 do 20 cm, medtem ko kljun z notranjostjo meri okoli 24 cm. V letu zgleda počasna in precej težka videz in, za razliko od nekaterih drugih čapelj, nog ne drži vodoravno. Samec in samica sta si podobna, s celotno operjenostjo skrilasto sive in kostanjeve barva. Glava in njen košati greben, obraz, hrbet in ob straneh vratu so kostanjevi. Brada, grlo, prednji vrat in zgornji del prsi so beli, s črnimi progami čez prednji vrat in zgornji del prsi. Spodnji del prsi in trebuha sta rjava s črnimi progami. Zadnja in zgornja stran peruti sta skrilasto sivi, s kostanjevo zaplato na pregibu peruti, ko so zaprta. Spodnji del je bledo kostanjev. Zgornja čeljustnica je črna, predeli med očesom in kljunom ter okoli oči pa so rumeni z zelenkastim odtenkom. Oči so rumene, noge in stopala pa črna. Mladiči so podobni odraslim, vendar so bolj bledi. Edina čaplja z nekoliko podobno obarvanostjo perja, razširjena rjava čaplja, je veliko manjša od orjaške. Kljub skupnim značilnostim perja z vijoličastimi vrstami se za najbližje ohranjene sorodnike štejeta vrsti Ardea sumatrana in Ardea insignis iz južne Azije. Zaradi velikosti to trojica včasih imenujejo "velikanske čaplje".
Orjaška čaplja ima izrazito globok glas, ki ga pogosto opisujejo kot kovoork in je slišen z razdalje do 2 km. Občasno je mogoče slišati tudi klic vznemirjenosti (arrk), ostrejši in višji. S huh-huh se oglaša, ko je prihuljena, medtem ko se lahko sliši krooo z iztegnjenim vratom. Na gnezdiščih so poročali o duetu, ki naj bi zvenel kot orgle, vendar to ni potrjeno.

## Habitat
Orjaška čaplja je zelo vezana na vodo, tudi po standardih čapelj, le redko se oddalji od vodnega vira in raje leti po vodnih poteh, kot da se premika preko kopnega. Pomembni habitati so lahko jezera, močvirja, mokrišča mangrov, grebeni z malo hladne vode, včasih rečne delte. Običajno jo najdemo v plitvini, čeprav jo lahko opazimo v bližini globoke vode nad gosto vodno vegetacijo. Orjaške čaplje lahko najdemo celo v majhnih vodnih kotanjah. Razširjene so od morske gladine do 2100 m nadmorske višine. Po navadi imajo raje nedotaknjena mokrišča in se na splošno izogibajo območjem, kjer so človeške motnje reden pojav.

## Prehrana in vedenje
Orjaške čaplje so samotarski lovci in so zelo teritorialne do drugih, ki vstopajo na njihova prehranjevalna območja. Včasih je mogoče opaziti dve skupaj, vendar je to najverjetneje gnezditveni par ali mladič. Je dnevno aktivna, a se med lovom le malo premika. Pogosto lovi tako, da stoji v plitvini in pozorno opazuje vodo ob svojih nogah. To je tipičen način hranjenja velikih čapelj iz rodu Ardea in zaradi svoje večje velikosti se lahko prehranjuje v globljih vodah kot večina. Lahko se usede tudi na težko plavajoče rastlinje, da prepreči, da bi voda valovila okoli nje. Ko se pojavi plen, ga čaplja hitro zabode z odprtimi čeljustnicami, pogosto zabode obe čeljusti skozi telo ribe, nato pa jo pogoltne celo. Možno je, da kljun občasno uporablja kot vaba, ki pritegne ribe k negibnemu velikemu predmetu, potopljenemu v vodo. Obdobje ukvarjanja s plenom je dolgo, čaplje ga pogosto položijo na plavajočo vegetacijo, medtem ko se pripravljajo, da ga pogoltnejo. Zaradi na splošno počasnega gibanja in časa požiranja je pogosto izpostavljena kleptoparazitizmu. V Afriki afriški jezerci pogosto kradejo hrano, ki jo ujamejo čaplje, čeprav jim plen lahko ukradejo tudi druge velike ptice, kot so afriška sedlarica (Ephippiorhynchus senegalensis) in pelikani.
Plen skoraj v celoti sestavljajo ribe. Orjaška čaplja je specializirana za razmeroma velike ribe, s povprečno težo plena v Natalu 500–600 g in dolžino 30 cm. Izjemoma lahko plen meri do 50 cm, čeprav čaplja morda ne bo mogla pogoltniti ribe te velikosti. Majhne ribe večinoma ignorira in povprečna orjaška čaplja ujame približno dve ali tri ribe na dan. Kot prednostne vrste so bile lokalno zabeležene špari, ciplji, tilapija in mrene. Jedo tudi vse druge majhne živali, na katere naletijo, vključno z žabami, kozicami, malimi sesalci, kuščaricami, kačami, žuželkami in celo mrhovino.

## Razmnoževanje
Njihova gnezditvena sezona na splošno sovpada z začetkom deževne dobe, ki je od novembra do marca. Na nekaterih območjih se razmnožejo vse leto, brez opaznega viška sezone. Do parjenja morda ne pride vsako leto. Orjaške čaplje, ki so precej prilagodljive pri izbiri mesta za gnezdenje, na splošno raje gnezdijo na otokih ali otokih vegetacije. Ptice lahko zapustijo gnezdišče, če se otok poveže s celino. Jezera ali druga velika vodna telesa imajo običajno kolonije. Gnezdijo dokaj nizko v različnem šaševju, trstičju, grmovju, drevesih ali celo na skalah ali velikih drevesnih štorih. Razpršenost gnezdenja se zdi zelo spremenljiva, saj je bilo opaženo vse od samotnega para (brez drugih gnezd v bližini) do precej velikih kolonij, brez navideznih lokalnih geografskih preferenc. Občasno se lahko pridružijo kolonijam mešanih vrst, vključno z drugimi vrstami čapelj, kormorani, kačjevratniki, ibisi in galebi. Paritveni rituali niso dobro poznani in so morda umirjeni, deloma zaradi tega, ker se gnezditveni pari iz leta v leto morda ponovno združujejo. Gnezda so velika, vendar pogosto šibka (odvisno od razpoložljive vegetacije okoli gnezdišča), praviloma merijo približno 1 do 1,5 m v premeru.
Jajca so bledo modra, v povprečju velika 72 × 54 mm in tehtajo okoli 108 g. Samica znese od 2 do 5 (običajno 3 ali 4) jajc. Inkubacija traja 24 do 30 dni. Pogosto le okoli 25% jajc uspe izvaliti zaradi različnih okoljskih razmer ali plenilcev. Mladiči se hranijo z regurgitacijo v gnezdu in po nekaj tednih začnejo suvati s kljuni ter vaditi obrambno držo drug proti drugemu. Pri približno petih tednih popolnoma zapustijo gnezdo. Starši še naprej skrbijo zanje od 40 do 80 dni. Približno 62% mladičev, ki uspešno zapustijo gnezdo, preživi do odraslosti. Lokalno sta lahko orel belorepec in afriški jezerec plenilca v kolonijah. Zaradi velikosti in izjemnega kljuna odrasla orjaška čaplja morda nima običajnih ptičjih plenilcev. Kljub umirjenemu gibanju lahko orjaške čaplje hitro razmišljajo in pogosto vzletijo preden se približajo sesalski plenilci, kot so hijene ali šakali.